# Tolna media
Tolna media är en fjärilsart som beskrevs av Emilio Berio 1956. Tolna media ingår i släktet Tolna och familjen nattflyn. Inga underarter finns listade i Catalogue of Life.